# رسالة جورج الثاني إلى خليفة الأندلس

الرسالة المزعومة من جورج الثاني إلى الخليفة الأموي بالأندلس.

رسالة جورج الثاني إلى خليفة الأندلس أو رسالة جورج الثاني إلى هشام الثالث هي رسالة ملفقة انتشرت عبر مواقع التواصل الاجتماعي للاستشهاد على أيام عظمة الحضارة الإسلامية.

## نص الرسالة والرد عليها
جاء رسالة الملفقة من ملك سمّته الرسالة «جورج الثاني ملك إنجلترا والغال والسويد والنرويج» إلى الخليفة هشام الثالث خليفة المسلمين في الأندلس، ومؤرخة بتاريخ 1028م، وجاء في نصها:
وتحمل تلك الرسالة الملفقة رد الخليفة عليه، وجاء فيها:
كما يرد رد الخليفة في مصادر أُخرى مبدوءًا بعبارة «بسم الله الرحمن الرحيم، الحمد لله رب العالمين، والصلاة والسلام على نبيه سيد المرسلين. وبعد:- إلى ملك إنجلترا ...»

## زيف الرسالة
منذ سنة 2015م، تداولت العديد من صفحات التواصل الاجتماعي الرسالتين، وتناقلها العديد من الباحثين والإعلاميين وبعض الدعاة، بل وبعض الكُتُب دون تحقُّق. وزعم بعض من تناقلوا الرسالتين أن مصدرها هو كتاب «الاستذكار» لابن عبد البر، وهو ما لم يثبت على الإطلاق. كما زعم آخرون أن مصدرها كتاب «العرب عنصر السيادة في القرون الوسطى» لمؤلفه المؤرخ الإنجليزي السير «جون دوانبورت»، إلا أنه لم يكن هناك مؤلف بهذا الاسم أو كتاب بهذا العنوان.
وتحتوي الرسالة على عدة أمور تؤكد زيف الرسالة وتلفيقها، منها:
1. في سنة 1028م، كانت إنجلترا والدنمارك والنرويج تحت حكم الملك كنوت العظيم،[en 1][en 2] أما السويد فكانت تحت حكم الملك أنوند جاكوب،[en 3] وأما بلاد الغال فكانت جزء من مملكة فرنسا التي كان يحكمها الملك روبرت الثاني.[en 4]
2. كان جورج الثاني ملكًا على بريطانيا وأيرلندا بين سنتي 1727-1760م[en 5] أي بعد أكثر من قرنين على سقوط الأندلس.
3. كانت الأندلس في تلك الفترة تعصف بها سلسلة من الصراعات الداخلية بين أمراء البيت الأموي في البلاد، تعرضت فيها عاصمتهم قرطبة عدة مرات للاجتياح فيما عُرف في تاريخ الأندلس بفتنة الأندلس.[7]
4. استخدم خط الثلث في تحرير الرسالة المتداولة، وهو ما يخالف ما هو معروف من استخدام الأندلسيين للخط الأندلسي وقتئذ. كما أن وجود الرسالة والرد عليها في نفس الوثيقة، يخالف ما كان معمولاً به من قواعد وأعراف في المراسلات بين الملوك وقتها.[5]

### باللغة العربيَّة
1. ↑  "الرسالة الغامضة..ما بين الملك جورج الثاني والذباب الإلكتروني – بقلم : بكر السباتين - صوت العرو بة - Arab Voice". مؤرشف من الأصل في 2021-03-06. اطلع عليه بتاريخ 2021-03-06.
2. ↑  "مسبار - هذه ليست رسالة من ملك إنجلترا جورج الثاني إلى خليفة الأندلس هشام الثالث". موقع نبض. مؤرشف من الأصل في 2021-03-06. اطلع عليه بتاريخ 2021-03-06.
3. 1 2 3  محمد، أحمد (2012). الأندلس من السقوط إلى محاكم التفتيش. المنهل. ص. 6:7. ISBN:9796500041797. مؤرشف من الأصل في 2021-03-06. اطلع عليه بتاريخ 2021-03-06.
4. 1 2 3  حسن، فتحي (1991). بحوث المؤتمر التربوي: مؤتمر نحو بناء نظرية تربوية إسلامية معاصرة. جميعة الدراسات والبحوث الإسلامية. ج. الأول. ص. 201:2. مؤرشف من الأصل في 2021-03-06.
5. 1 2 3  "رسالة جورج الثاني إلى خليفة المسلمين في الأندلس هشام الثالث مفبركة ولا أساس لها من الصحة". فتبينوا. 21 فبراير 2021. مؤرشف من الأصل في 2021-03-06. اطلع عليه بتاريخ 2021-03-06.
6. ↑  عطيات، أحمد محمد (1 يناير 2012). "الأندلس من السقوط إلى محاكم التفتيش". المنهل. مؤرشف من الأصل في 2021-03-06. اطلع عليه بتاريخ 2021-03-06 – عبر كتب جوجل.
7. ↑  عنان، محمد عبد الله (1997). دولة الإسلام في الأندلس، الجزء الأول. مكتبة الخانجي، القاهرة. ص. 528-667. (ردمك 9775050824)

### بِلُغاتٍ أجنبيَّة
1. ↑  "Cnut (Canute)". archontology.org. مؤرشف من الأصل في 2007-03-15. اطلع عليه بتاريخ 2007-03-21.
2. ↑  "Canute 'The Great' (r. 1016–1035)". royal.gov.uk. 12 يناير 2016. مؤرشف من الأصل في 2018-01-25. اطلع عليه بتاريخ 2018-01-16.
3. ↑  "N. Beckman, "Anund Jakob", Svenskt biografiskt lexikon". مؤرشف من الأصل في 4 كانون الأول 2020. اطلع عليه بتاريخ 6 آذار 2021. {{استشهاد ويب}}: تحقق من التاريخ في: |تاريخ أرشيف= (مساعدة)
4. ↑  Bachrach، Bernard S. (1993). Fulk Nerra, the Neo-Roman Consul 987-1040: A Political Biography of the Angevin Count. University of California Press. ص. 353.
5. ↑  "George II (r. 1727–1760)". royal.gov.uk. مؤرشف من الأصل في 7 مايو 2016. اطلع عليه بتاريخ 12 يناير 2018.